# Alberto Palcos
Alberto Palcos (San Carlos Centro, Santa Fe, 22 de mayo de 1894 - La Plata, 9 de septiembre de 1965) fue un historiador argentino, especializado en la historia argentina del siglo XIX y en la historia de la filosofía y la psicología.

## Biografía
Hijo de una familia de inmigrantes judíos aunque ateos, la separación de sus padres lo llevó junto a su madre a Buenos Aires, donde la pobreza lo obligó a trabajar en changas desde muy temprana edad. No obstante, cursó estudios en la Facultad de Filosofía y Letras y en la Facultad de Medicina de la Universidad de Buenos Aires.
Estuvo afiliado al Partido Socialista. Formó parte de la Juventud Israelita Argentina y escribió artículos de opinión y de investigación para la revista Juventud, órgano de la Asociación Juventud Israelita Argentina. En 1914 se separó del Partido Socialista y fundó el centro y revista Ariel, que propugnaba la completa asimilación de los judíos en la comunidad argentina.
Fue uno de los miembros fundadores de la Universidad Libre, de efímera existencia, y que nunca fue autorizada a emitir títulos habilitantes. También participó en el Ateneo de Estudiantes Universitarios y editó artículos en sus revistas Ideas y  Clarín, desde las cuales adhirió activamente a la Reforma Universitaria. En 1916 se hizo cargo de la sección Filosofía y Psicología de la revista Nosotros. en que se mostraba partidario de la psicología experimental. En 1920 publica su primer libro, El genio, en que refutaba las teorías de Cesare Lombroso.
Posteriormente publicó artículos en las revistas Fray Mocho, Mundo Argentino y Nuevo Orden, mientras participaba en la formación del Partido Socialista Internacional, antecedente del Partido Comunista. A partir de mediados de los años 1920 se alejó de la militancia socialista y adhirió a una filosofía de la ciencia y de la historia ligada al liberalismo.
Desde 1920 fue profesor de Psicología en el Colegio Nacional de La Plata, aún cuando no era ni psicólogo ni poseía título habilitante alguno. Entre 1926 y 1926 formó parte del gobierno de Aldo Cantoni en la provincia de San Juan. Entre 1926 y 1932 fue profesor en el Colegio Nacional Mariano Moreno de la ciudad de Buenos Aires. Posteriormente fue profesor de Teoría e Historia de la Ciencia en la Facultad de Humanidades y Ciencias de la Educación de la Universidad Nacional de La Plata, de la que también fue director de su biblioteca.
Fue director general de Cultura del ministerio de Educación de la provincia de Buenos Aires.
Desde 1944 fue miembro de número de la Academia Nacional de la Historia de la República Argentina, del Instituto Nacional Sanmartiniano, del Instituto Sarmiento de Sociología e Historia, y miembro correspondiente de la Real Academia de la Historia.
Falleció en La Plata el 9 de septiembre de 1965. Desde los años 1920 estaba casado con Irma Morcillo Gigena, de familia aristocrática y amiga de Alfonsina Storni. Sus dos hijas, nacidas en 1930 y 1931, fueron ingeniera nuclear y psicóloga, respectivamente.

## Obra publicada
- El genio (1920)
- La vida emotiva (1925)
- La psicología en la Argentina (1925)
- Sarmiento (1929)
- El Facundo (1934)
- La visión de Rivadavia. Ensayo sobre Rivadavia y su tiempo hasta la caída del Triunvirato (1936)
- Descartes, psicólogo de la afectividad (1937)
- El ideal panamericano de Sarmiento (1938)
- Echeverría y la democracia argentina (1941)
- Los fundamentos de las emociones (1943)
- Las pasiones del alma (1944)
- Nuestra ciencia y Francisco Javier Muñiz (1945)
- Hechos y glorias del general San Martín (1950)
- Historia de Echeverría (1960)
- Rivadavia, ejecutor del pensamiento de Mayo (1961)
- La vida, la obra, las ideas, el genio (1962)
- Sarmiento (1962)